# Benjamin Lang (Komponist)
Benjamin Lang (* 14. November 1976 in Wetzlar) ist ein deutscher Komponist, Musikwissenschaftler und Dirigent sowie Professor für Musiktheorie und Komposition.

## Biografie
Benjamin Lang studierte an der Hochschule für Musik und Theater Rostock, an der Universität Mozarteum Salzburg, an der Hochschule für Musik, Theater und Medien Hannover, an der Hochschule für Künste Bremen, am Conservatorio della Svizzera italiana in Lugano und an der University of Edinburgh. Zu seinen Lehrern gehören im Fach Komposition Adriana Hölszky, Johannes Schöllhorn und Michael Edwards, im Fach Musiktheorie Peter Manfred Wolf, Martin Messmer, Hubert Moßburger, Andreas Gürsching und Florian Edler und im Fach Dirigieren Giorgio Bernasconi.
Benjamin Lang war von 1998 bis 2004 Stipendiat des Evangelischen Studienwerks Villigst und 1999 der Internationalen Theater-Akademie Ruhr. Von 2008 bis 2011 erhielt er den College Research Award, ein Stipendium für künstlerische Forschung an der University of Edinburgh.
Des Weiteren besuchte Benjamin Lang Meisterkurse bei Martin Eybl zur Reduktionsanalyse und Seminare bei Georges Aperghis, bei Reinhard Febel, bei Hans-Joachim Hespos, bei Klaus Huber, bei Hans Peter Kuhn, bei Dieter Mack, bei Thierry de Mey und beim Ictus Ensemble.
2004 und 2005 übernahm Benjamin Lang erste pädagogische Kurse an der Deutschen SchülerAkademie Grovesmühle und der Deutschen JuniorAkademie in Meisenheim. Es folgten  Lehraufträge an der Hochschule für Künste Bremen, an der Hochschule für Musik und Theater Rostock, am Institut für Musik der Hochschule Osnabrück, an der Leuphana Universität Lüneburg und an der Hochschule für Musik, Theater und Medien Hannover.
Seit 2010 lehrte Benjamin Lang als Dozent an der Zürcher Hochschule der Künste und wurde dort 2014 zum Professor für Musiktheorie und Komposition berufen. 2016 folgte der Ruf als Professor für Musiktheorie an die Hochschule für Musik „Hanns Eisler“ Berlin. Seit dem Wintersemester 2018/19 lehrt er als Professor für Musiktheorie und Komposition an der Rostocker Hochschule, wo er am 1. April 2023 Reinhard Schäfertöns als Rektor nachfolgte.
Seine Kompositionen erscheinen im Verlag Neue Musik Berlin.

## Werke (Auswahl)

### Oper und Musiktheater
- Kampf dem Drachen, Kammeroper (vollständig überarbeitete Neufassung) für Sopran, Bariton, Flöte, Klarinette, Violine und Violoncello, 2003/07
- Zein und Seit oder Die Frage nach dem Horizont des Seins; nach Texten von Martin Heidegger; Konzert für einen Solo-Sprecher; Musiktheater in einem Akt, 2006
- Kampf dem Drachen, 1. Fassung: Musiktheater-Etüde für 6 Orchestermusiker, 2003
- Die Roten Schuhe, Kammeroper mit Tanzensemble; Gemeinschaftskomposition zusammen mit Julia Deppert, 2001/02
- Jahrtausend, Kammeroper, 1999/2000
- Der Parzival, Kammeroper; Gemeinschaftskomposition zusammen mit Wang Fei, Carsten Hennig, Holger Klaus, Jens M. Müller und Gerhard Veser, 1998/99

### Orchester
- Heavenly Spheres, 2017 für das Schülersinfonieorchester der Augustinerschule Friedberg
- Dein gnädig' Ohren kehr zu mir, Choral für Blockflöte, Oboe, Trompete, Solo-Violine und Streicher, 2017
- Klavierkonzert für Klavier und Streichorchester, 2010
- Sinfonie Nr. 1, 2008

### Chormusik
- O Herr, lass wohlgelingen! für Chor und Truhenorgel, 2024
- Der Tod Jesu für Trompete, Schlagzeug, Chor (oder vergleichbare Gruppierung) und Orgel, 2023
- Das Abendmahl für Trompete, Schlagzeug, Rezitation und Chor, 2023
- Die Ankündigung der Geburt Jesu für Trompete, Chor und Orgel, 2023

### Kammermusik
- Sømnakongens hat für Flöte, Oboe/Lupophon, Klarinette/Bassklarinette und Akkordeon, 2025
- Passio. Verzeichnung Transkomposition mit J.S. Bach für 3 Klaviere und 2 Schlagzeuger, 2024
- Insel des schrecklichen Durstes für 2 Gitarren und Vibraphon, 2024
- Old Man of Hoy, Fassung für 6 Schlagzeuger, 2022/23
- sie wissen nicht, was sie tun! für Violine und Orgel, 2023
- Der zum Nordwind ging und das Mehl zurückforderte für Oboe, Viola, Violoncello und Kontrabass, 2023
- Tomte für Flöte, Fagott, Horn, Marimba, Violine und Viola, 2023
- Der Herr verstößet nicht ewiglich nach der gleichnamigen Kantate von G. Ph. Telemann TVWV 1:288, für Klarinette, Gitarre, Violine, Violoncello und Orgel, 2022
- Old Man of Hoy, Schlagzeugquartett, 2022
- Der gute Hirte, Choral für Violine, Viola, Violoncello und Klavier, 2021
- Der Montageeber für Klarinette, Violoncello und Celesta, 2021
- Sound of Raasay für Theremin und Saxophon-Quartett, 2020
- Fire burn and cauldron bubble für Sprecherin oder Sprecher, Ocarina (oder Flöte) und Gitarre, 2019
- … in mir hab’ der Pfeile viel, Fuge für Sopran-Saxophon und Orgel, 2019
- Canyon of Ölfusà für 6 Schlagzeuger, 3 Klaviere und Celesta, 2019
- Strokkur für Violine, Viola, Violoncello und Klavier, 2018
- The Shepherd’s Dochter für Sopran, Bariton-Saxophon, Viola und Violoncello, 2018
- Streichquartett Nr. 2 »Loch Lomond«, 2017
- Clickimin Broch für Schlagzeug-Quintett, 2016
- Old Scatness für Saxophon-Quartett, 2015/16
- Heart of Neolithic Orkney für Saxophon, Horn, Posaune, Klavier, Schlagzeug, E-Gitarre und Violoncello, 2015
- Skara Brae für Flöte, Klarinette, Klavier und Streichquartett, 2015
- Time Shifts (sopr'il Soggetto Reale) für Klarinette, Violine, Viola, Schlagzeug und Klavier, 2015
- Ben Nevis für Gitarre und Klavier, 2011
- Gleaming Blur für Flöte (Picc./Fl.), Klarinette, Klavier, Violine und Violoncello, 2010
- Das wohltemperierte Klavier für Flöte, Klarinette, Klavier, Schlagzeug und Streichquintett nach der gleichnamigen Vorlage von J. S. Bach, 2010
- Hazy Lustre für Flöte, Gitarre und Violoncello, 2010
- Strahlen für Klarinette, Violine, Viola und Violoncello, 2008/09
- Streichquartett Nr. 1, 2008
- wühlt in meinen Sinnen – aus Robert Schumann für Bläserquintett, Streichquartett, Klavier und Sprecher, 2005/06
- Sammlung neuromusikalischer Plastinate, Schlagzeugquartett in drei Sätzen, 2002/03
- Universum für Konzert-Gitarre und Konzertflügel, 2002

### Solo-Werke
- Der Mond ist aufgegangen. Leichte Bagatelle für Klavier, 2025
- alles Vornehmen unter dem Himmel hat seine Stunde für Orgel, 2025
- Bachmündung für Violine, 2024
- Drei märchenhafte Stücke für Klavier, 2024

1. Plötzlich klopft es
2. Es war einmal
3. Und wenn sie nicht gestorben sind

- wer auf die Wolken sieht, wird nie ernten für Orgel, 2023
- Skagsanden für Violine, 2019
- Speed, Bonnie Boat für Gitarre, 2011
- Fareweel für Klavier, 2011
- Glistening Flurry für Akkordeon, 2010/11
- Flickering, Fassung für Viola, 2009/10
- Flickering für Violine, 2009
- Squirrels für Sopran-, Alt, Tenor- oder Bariton-Saxophon, 2009
- All‘ brucknerese für Konzert-Gitarre, 2008
- ABDucensparese oder Xenoglossie für Klavier, 2001

## Publikationen (Auswahl)
- »von Webern durchdrungen«. Peter Manfred Wolfs Streichquartett (2020), in: „von Webern durchdrungen“. Der Komponist Peter Manfred Wolf, hrsg. v. Benjamin Lang und Marinus Jan Ruesink, Berlin 2024, S. 120–134.
- the time is out of joint. Transkomposition und Anachronismus im Werk von Johannes Schöllhorn (= Rostocker Hochschulschriften zu Musik und Theater, Band 1), Paderborn 2024, ISBN 978-3-7705-6839-0
- »Musikalische Gedancken [...] spielend dem Gehöre empfindlich machen« - Zur Interpretation von BWV 1001 (gemeinsam mit Holger Wangerin), in: Analyse und Interpretation – Musiktheorie in der künstlerischen Praxis (= Stuttgarter Musikwissenschaftliche Schriften, Band 7), hrsg. v. Bernd Asmus, Mainz 2023, S. 42–55.
- Überlegungen zum Chorlied von Mendelssohn Bartholdy. Sechs Annäherungsversuche, in: Felix Mendelssohn Bartholdy. Analytische und rezeptionsgeschichtliche Perspektiven, hrsg. v. Birger Petersen und Jan Philipp Sprick, Hildesheim 2019, S. 83–117.
- Im Wirbel der Zeiten. Gérard Griseys Widmung an Helmut Lachenmann in „Vortex Temporum“, in: Lost in Contemporary Music? Neue Musik analysieren, hrsg. v. Benjamin Lang, Regensburg 2017, S. 145–171.
- Komponieren zeitgenössischer Kunstmusik im Tonsatzunterricht, in: Musiktheorie und Komposition – XII. Jahreskongress der Gesellschaft für Musiktheorie Essen 2012, hrsg. v. Markus Roth und Matthias Schlothfeldt, Hildesheim 2015, S. 197–206. DOI:10.31751/p.145
- „ganz nach Bachischen Grundsätzen“. Einige Anmerkungen über den Choralsatz in Johann Christian Kittels Orgelschule und Möglichkeiten der methodischen Rezeption im Theorieunterricht, in: Johann Sebastian Bach und der Choralsatz des 17. und 18. Jahrhunderts (= ContraPunkte. Komposition und Musiktheorie an der Hochschule für Musik und Theater Rostock, Band 1), hrsg. v. Birger Petersen, Georg Olms-Verlag, Hildesheim 2013, S. 89–105.
- Höranalyse zeitgenössischer Musik – Wege zum kreativen Hören?, in: Ganz Ohr? Neue Musik in der Gehörbildung, hrsg. v. Benjamin Lang, Regensburg 2013, S. 91–155.
- Winter des Missvergnügens – Ein Kommentar zu Henzes Royal Winter Music, in: Phoibos. Zeitschrift für Zupfmusik, hrsg. v. Silvan Wagner, Verlag Karl Stutz, Passau 1/2013, S. 31–39.
- Komponieren für Gitarre – Im Spannungsfeld zwischen Reproduktion und Negierung, in: Phoibos. Zeitschrift für Zupfmusik, hrsg. v. Silvan Wagner und Yvonne Zehner, Verlag Karl Stutz, Passau 2010, S. 117–130.